# Stefano Donagrandi
Stefano Donagrandi (Bormio, 1 de septiembre de 1976) es un deportista italiano que compitió en patinaje de velocidad sobre hielo. 
Participó en dos Juegos Olímpicos de Invierno, en los años 2002 y 2006, obteniendo una medalla de oro en Turín 2006, en la prueba de persecución por equipos (junto con Matteo Anesi, Enrico Fabris e Ippolito Sanfratello).

## Palmarés internacional
| Juegos Olímpicos | Juegos Olímpicos | Juegos Olímpicos | Juegos Olímpicos        |
| Año              | Lugar            | Medalla          | Prueba                  |
| ---------------- | ---------------- | ---------------- | ----------------------- |
| 2006             | Turín (Italia)   | Medalla de oro   | Persecución por equipos |